# Скоша (Јужна Каролина)
Скоша (енгл. Scotia) град је у америчкој савезној држави Јужна Каролина.

## Демографија
По попису из 2010. године број становника је 215, што је 12 (-5,3%) становника мање него 2000. године.
| Група             | 2000.       | 2010.       |
| Белци             | 57 (25,1%)  | 62 (28,8%)  |
| Афроамериканци    | 167 (73,6%) | 153 (71,2%) |
| Азијати           | 0 (0,0%)    | 0 (0,0%)    |
| Хиспаноамериканци | 5 (2,2%)    | 0 (0,0%)    |
| Укупно            | 227         | 215         |